# 1708
Il 1708 (MDCCVIII in numeri romani) è un anno bisestile del XVIII secolo.

## Eventi
- Gli Austriaci, nel corso della Guerra di successione spagnola saccheggiano Forlì.
- Georg Friedrich Händel compone l'Oratorio 'La Resurrezione'.
- Il Marchesato del Monferrato viene annesso al Ducato di Savoia.
- Ultima eruzione del Fuji, vulcano più alto del Giappone (3.776 m).
- 11 luglio – Battaglia di Oudenaarde: Le truppe imperiali guidate dal principe Eugenio di Savoia e dal duca di Marlborough sconfissero le truppe francesi del duca di Vendôme e del duca di Borgogna, primo nipote in linea diretta di Luigi XIV.
- 14 luglio – Battaglia di Holowczyn: Nell'ambito dei più ampi eventi della Grande guerra del Nord, un'armata svedese guidata dal re Carlo XII forza il corso del fiume Vabič, difeso dalle truppe russe del maresciallo Boris Petrovič Šeremetev, infliggendo al nemico una dura sconfitta e aprendosi la strada alla volta di Mosca.
- Agosto – Spedizione inglese in Sardegna caldeggiata da Fernandez da Sylva del partito filo-asburgico, che chiese aiuto al re d'Inghilterra e Carlo d'Asburgo per la conquista dell'isola.
- 9 ottobre – Battaglia di Lesnaja: L'esercito imperiale russo, guidato dallo zar Pietro I e dal generale Aleksandr Danilovič Menšikov, sconfigge le treuppe svedesi del generale Adam Ludwig Lewenhaupt.
- Pietro I di Russia introdusse il Гражданский шрифт, la prima ortografia ufficiale della lingua russa.

## Nati

### Gennaio
- 9 gennaio - Johann Friedrich Grael, architetto tedesco († 1740)
- 12 gennaio - François-Nicolas Lenormand, diplomatico francese († 1783)
- 14 gennaio - Charles Armand René de La Trémoille, nobile francese († 1741)
- 19 gennaio - Giovanni Girolamo Gradenigo, arcivescovo cattolico italiano († 1786)
- 22 gennaio - Vincenzo Bellini, numismatico e presbitero italiano († 1783)
- 23 gennaio - Luigi Crespi, pittore e storico dell'arte italiano († 1779)
- 25 gennaio - Pompeo Batoni, pittore italiano († 1787)
- 27 gennaio - Anna Petrovna Romanova, nobile († 1728)
- 28 gennaio - Jean-François-Joseph de Rochechouart, cardinale e vescovo cattolico francese († 1777)
- 30 gennaio - Georg Dionysius Ehret, pittore e disegnatore tedesco († 1770)

### Febbraio
- 2 febbraio - Gianmaria Biemmi, prete e storico italiano († 1784)
- 8 febbraio - Václav Jan Kopřiva, compositore e organista ceco († 1789)
- 11 febbraio - Egidio Romualdo Duni, compositore italiano († 1775)
- 11 febbraio - Ümmügülsüm Sultan, principessa ottomana († 1732)
- 16 febbraio - Adam Friedrich von Seinsheim, vescovo cattolico tedesco († 1779)
- 23 febbraio - Carlo Ludovico Federico di Meclemburgo-Strelitz, nobile tedesco († 1752)
- 23 febbraio - Maria Diomira del Verbo Incarnato, religiosa italiana († 1768)
- 28 febbraio - Jacopo Tartarotti, letterato e storico austriaco († 1737)

### Marzo
- 1º marzo - Elia Vincenzo Buzzi, scultore italiano († 1780)
- 13 marzo - Alberto Maria Capobianco, arcivescovo cattolico italiano († 1798)
- 28 marzo - Ange Goudar, avventuriero e scrittore francese († 1791)
- 29 marzo - Johann Christian Vollerdt, pittore tedesco († 1769)
- 31 marzo - Jean Chastel, francese († 1789)

### Aprile
- 1º aprile - Ludovico Sabatini d'Anfora, vescovo cattolico italiano († 1776)
- 5 aprile - Augustin-Joseph de Mailly, generale francese († 1794)
- 11 aprile - Ferdinando Bonaventura von Harrach, generale e politico austriaco († 1778)
- 20 aprile - Innocenzo Gorgoni, arcivescovo cattolico italiano († 1774)
- 21 aprile - Davide Antonio Fossati, pittore e incisore svizzero († 1795)
- 23 aprile - Friedrich von Hagedorn, poeta tedesco († 1754)
- 29 aprile - Filippo Maria Pirelli, cardinale e arcivescovo cattolico italiano († 1771)

### Maggio
- 1º maggio - Lionel Tollemache, IV conte di Dysart, nobile scozzese († 1770)
- 8 maggio - Girolamo Colonna, cardinale italiano († 1763)
- 13 maggio - Maximilian Friedrich von Königsegg-Rothenfels, arcivescovo cattolico tedesco († 1784)
- 13 maggio - John Spencer, politico britannico († 1746)
- 15 maggio - Johann Adolph Scheibe, compositore e musicologo tedesco († 1776)
- 16 maggio - James Drummond, III conte di Melfort, nobile scozzese († 1766)
- 25 maggio - Wriothesley Russell, III duca di Bedford, nobile britannico († 1732)
- 25 maggio - Giuseppe Tomaso de Rossi, vescovo cattolico italiano († 1786)

### Giugno
- 5 giugno - Antonio Vallisneri, scienziato, naturalista e biologo italiano († 1777)
- 17 giugno - Annibale degli Abati Olivieri, archeologo e numismatico italiano († 1789)
- 27 giugno - Rodolfo Emilio Brignole Sale, doge († 1774)

### Luglio
- 1º luglio - Gioacchino Castelli, vescovo cattolico italiano († 1788)
- 3 luglio - Antonio Sacco, attore teatrale italiano († 1788)
- 5 luglio - Ferdinand Dietz, scultore tedesco († 1777)
- 8 luglio - Joseph Franz von Schönborn-Wiesentheid, nobile e politico tedesco († 1772)
- 8 luglio - Claude-Henri de Fusée de Voisenon, scrittore, drammaturgo e abate francese († 1775)
- 17 luglio - Federico Cristiano di Brandeburgo-Bayreuth, nobile tedesco († 1769)
- 18 luglio - Bonaventura Sculco, vescovo cattolico italiano († 1781)
- 21 luglio - Andrea Barbiani, pittore italiano († 1779)

### Agosto
- 1º agosto - Gaetano Fantuzzi, cardinale italiano († 1778)
- 5 agosto - Giovanni Baldanza, librettista italiano († 1789)
- 5 agosto - Paolo Gerolamo Franzoni, presbitero italiano († 1778)
- 15 agosto - Francesco Guasco, nobile e generale italiano († 1763)
- 26 agosto - Matteo Capranica, compositore e organista italiano
- 29 agosto - Olof von Dalin, poeta e storico svedese († 1763)

### Settembre
- 2 settembre - André Le Breton, tipografo e editore francese († 1779)
- 10 settembre - Antioch Dmitrievič Kantemir, scrittore, poeta e traduttore russo († 1744)
- 20 settembre - Eustachio Ignazio Capizzi, presbitero, scrittore e teologo italiano († 1783)
- 21 settembre - Matteo Gennaro Testa Piccolomini, arcivescovo cattolico italiano († 1782)
- 22 settembre - Leopoldo Ernesto Firmian, cardinale e vescovo cattolico austriaco († 1783)

### Ottobre
- 4 ottobre - Antonio Francesco Vezzosi, presbitero e biografo italiano († 1783)
- 9 ottobre - Louis César de La Baume Le Blanc de La Vallière, militare francese († 1780)
- 11 ottobre - Giacomo Maria Paitoni, presbitero e scrittore italiano († 1774)
- 16 ottobre - Albrecht von Haller, medico e poeta svizzero († 1777)
- 22 ottobre - Frederic Louis Norden, ufficiale e esploratore danese († 1742)
- 22 ottobre - Luigi Günther II di Schwarzburg-Rudolstadt, nobile tedesco († 1790)
- 24 ottobre - Maria Enrichetta de La Tour d'Auvergne, nobile francese († 1728)
- 27 ottobre - Jean-Rodolphe Perronet, architetto e ingegnere francese († 1794)

### Novembre
- 2 novembre - Saverio Selecchy, organista italiano († 1788)
- 6 novembre - Gregorio Babbi, tenore italiano († 1768)
- 15 novembre - William Pitt il Vecchio, politico britannico († 1778)
- 17 novembre - Simone Buonaccorsi, cardinale italiano († 1776)
- 17 novembre - Niccolò Serra, cardinale e arcivescovo cattolico italiano († 1767)

### Dicembre
- 2 dicembre - Giovanni Antonio Galli, chirurgo italiano († 1782)
- 3 dicembre - Alessandro Ruspoli, II principe di Cerveteri, principe, politico e diplomatico italiano († 1779)
- 4 dicembre - Giorgio Doria, cardinale e arcivescovo cattolico italiano († 1759)
- 8 dicembre - Francesco I di Lorena, imperatore († 1765)
- 8 dicembre - Léopold-Marc de Ligniville, generale francese († 1734)
- 21 dicembre - Levin Adolph von Hake, politico tedesco († 1771)
- 25 dicembre - Antonino Valsecchi, teologo, predicatore e religioso italiano († 1791)

### Senza giorno specificato
- Filippo Arena, botanico italiano († 1789)
- Giuseppe Avossa, compositore italiano († 1796)
- Cassiano Beligatti, religioso e missionario italiano († 1791)
- Pierre-Joseph Bernard, scrittore francese († 1775)
- Antonio Biglia, arcivescovo cattolico italiano († 1755)
- John Cuff, ottico inglese († 1772)
- Lucantonio D'Onofrio, pittore italiano
- Ivan Alekseevič Dolgorukov, ufficiale e principe russo († 1739)
- Hannah Glasse, scrittrice inglese († 1770)
- Manuel de Guirior, generale spagnolo († 1788)
- Kelzang Gyatso, monaco buddhista tibetano († 1757)
- Pierre Le Vieil, vetraio francese († 1772)
- Jean-Laurent Legeay, architetto francese († 1790)
- Andrea Leoncini, pittore italiano († 1760)
- Leopoldo d'Assia-Darmstadt, nobile tedesco († 1764)
- Giuseppe Menabuoni, incisore e pittore italiano († 1748)
- Ferenc III Nádasdy, militare ungherese († 1783)
- Dmitrij Leont'evič Ovcyn, cartografo e esploratore russo († 1757)
- Giovanni Domenico Piana, ingegnere italiano († 1769)
- Paolo Posi, architetto italiano († 1776)
- Joseph Raulin, ginecologo e medico francese († 1784)
- Georg von Reutter, compositore austriaco († 1772)
- Luca Rossetti da Orta, pittore italiano († 1770)

## Morti

### Gennaio
- 3 gennaio - Isabella Martinengo, nobile italiana (n. 1611)
- 21 gennaio - Pedro Portocarrero y Guzmán, patriarca cattolico spagnolo (n. 1640)
- 24 gennaio - Federico II d'Assia-Homburg, nobile tedesco (n. 1633)

### Febbraio
- 19 febbraio - Gregorio Messere, filosofo, poeta e filologo italiano (n. 1636)
- 26 febbraio - Georges Focus, incisore, pittore e disegnatore francese

### Marzo
- 3 marzo - Sigismondo Carlo Castelbarco, vescovo cattolico italiano (n. 1661)
- 8 marzo - Carlo Antonio Carlone, architetto italiano (n. 1635)
- 18 marzo - Luigi Ruzzini, vescovo cattolico italiano (n. 1658)

### Aprile
- 5 aprile - Cristiano Enrico di Brandeburgo-Kulmbach, nobile tedesco (n. 1661)
- 8 aprile - Francesco Nerli il Giovane, cardinale e arcivescovo cattolico italiano (n. 1636)
- 13 aprile - Giovanni Ventura Borghesi, pittore e architetto italiano (n. 1640)
- 19 aprile - Angela Teresa Muratori, artista e musicista italiana (n. 1661)
- 20 aprile - Damaris Cudworth Masham, filosofa inglese (n. 1659)
- 23 aprile - Cristiano Augusto del Palatinato-Sulzbach, conte (n. 1622)

### Maggio
- 6 maggio - François de Montmorency-Laval, vescovo cattolico francese (n. 1623)
- 11 maggio - Jules Hardouin Mansart, architetto francese (n. 1646)
- 12 maggio - Adolfo Federico II di Meclemburgo-Strelitz, nobile (n. 1658)
- 13 maggio - Giovanni Battista Draghi, compositore e organista italiano

### Giugno
- 3 giugno - Elizabeth Hamilton, nobildonna scozzese (n. 1640)
- 22 giugno - Lodovico Adimari, poeta italiano (n. 1644)
- 27 giugno - Giovanni Veneroni, linguista, grammatico e lessicografo francese (n. 1642)
- 28 giugno - Melchor Liñán y Cisneros, arcivescovo cattolico spagnolo (n. 1629)
- 30 giugno - Cristiano Eberardo della Frisia orientale, principe (n. 1665)

### Luglio
- 3 luglio - Francesco Fontana, architetto e ingegnere italiano (n. 1668)
- 3 luglio - Sipihr Shikoh, principe indiano (n. 1644)
- 5 luglio - Ferdinando Carlo di Gonzaga-Nevers, duca italiano (n. 1652)
- 13 luglio - Leopoldo Ignazio di Dietrichstein, nobile austriaco (n. 1660)
- 22 luglio - Claudio II Gonzaga, nobile italiano (n. 1644)

### Agosto
- 5 agosto - Geneviève Boullogne, pittrice francese (n. 1645)
- 5 agosto - Jan Moninckx, pittore, disegnatore e decoratore olandese
- 12 agosto - Angelo Legrenzi, medico e scrittore italiano (n. 1643)
- 16 agosto - Michel Corneille il Giovane, pittore, incisore e insegnante francese (n. 1642)
- 24 agosto - Bartolomeo Olivieri, vescovo cattolico italiano (n. 1642)

### Settembre
- 10 settembre - José Sarmiento y Valladares, spagnolo (n. 1643)
- 18 settembre - Bénigne Dauvergne de Saint-Mars, militare francese (n. 1616)
- 19 settembre - Barbara Villiers, nobildonna inglese (n. 1654)

### Ottobre
- 1º ottobre - John Blow, organista e compositore inglese (n. 1649)
- 2 ottobre - Anne Jules di Noailles, generale francese (n. 1650)
- 7 ottobre - Guru Gobind Singh, indiano (n. 1666)
- 8 ottobre - Jacopo Antonio Morigia, cardinale e arcivescovo cattolico italiano (n. 1633)
- 9 ottobre - Olimpia Mancini, contessa (n. 1638)
- 10 ottobre - David Gregory, matematico e astronomo scozzese (n. 1659)
- 11 ottobre - Ehrenfried Walther von Tschirnhaus, matematico e inventore tedesco (n. 1651)
- 15 ottobre - Annibale Ludovico Faussone, politico italiano (n. 1649)
- 18 ottobre - Enrico Nassau, Lord Auverquerque, generale olandese (n. 1640)
- 22 ottobre - Cesare Pronti, pittore italiano (n. 1626)
- 22 ottobre - Herman Witsius, predicatore e teologo olandese (n. 1636)
- 24 ottobre - Kōwa Seki, matematico giapponese (n. 1642)
- 28 ottobre - Giorgio di Danimarca, nobile (n. 1653)
- 28 ottobre - Francesco Martinelli, architetto italiano (n. 1651)

### Novembre
- 3 novembre - Enrichetta Caterina d'Orange, principessa (n. 1637)
- 13 novembre - Carlo di Lorena, conte di Marsan, nobile francese (n. 1648)
- 20 novembre - Giuseppe Fabbrini, compositore e organista italiano
- 20 novembre - Paul Strudel, pittore e scultore austriaco (n. 1648)
- 22 novembre - Filippo Notarbartolo Cipolla, principe (n. 1643)
- 22 novembre - Magnus Daniel Omeis, poeta e filosofo tedesco (n. 1646)

### Dicembre
- 16 dicembre - Juan Ortega y Montañés, arcivescovo cattolico spagnolo (n. 1627)
- 20 dicembre - Willem van Bemmel, pittore, incisore e disegnatore olandese (n. 1630)
- 22 dicembre - Edvige Sofia di Svezia, sovrana svedese (n. 1681)
- 23 dicembre - Francesco Ferrari, pittore italiano (n. 1634)
- 24 dicembre - Tomas Pereira, presbitero, missionario e musicista portoghese (n. 1645)
- 27 dicembre - Johanna Eleonora De la Gardie, scrittrice e poetessa svedese (n. 1661)
- 28 dicembre - Joseph Pitton de Tournefort, botanico francese (n. 1656)

### Senza giorno specificato
- Francisco Álvarez de Velasco y Zorrilla, poeta colombiano (n. 1647)
- Claude Amèline, teologo francese (n. 1635)
- Ludolf Bakhuizen, pittore olandese (n. 1631)
- Edward Brown, viaggiatore britannico (n. 1644)
- Francis Browne, IV visconte Montagu, nobile e politico inglese (n. 1638)
- Kondratij Afanas'evič Bulavin, rivoluzionario russo (n. 1660)
- Jacques Danican Philidor, musicista e compositore francese
- Moll Davis, cantante e attrice teatrale britannica
- Jacob Denys, pittore fiammingo (n. 1644)
- Henry Harper, orologiaio inglese
- Edmund Hickeringill, religioso e militare inglese (n. 1631)
- Jan van Kessel il Giovane, pittore fiammingo (n. 1654)
- Giuseppe Lanza, duca di Camastra, nobile, politico e militare italiano
- Antonio Maria Lavazza, liutaio italiano
- Antonio López de Ayala y Velasco, generale e politico spagnolo
- Nicolae Milescu, letterato e diplomatico moldavo (n. 1636)
- Francesco Picarelli, vescovo cattolico italiano (n. 1631)
- William Rittehouse, imprenditore tedesco (n. 1644)
- Rennequin Sualem, inventore belga (n. 1645)
- Orazio Talami, pittore italiano (n. 1624)
- Giovan Battista Trionfetti, naturalista italiano (n. 1656)
- John Yarwell, ottico inglese

## Calendario
| Calendario 1708 | Calendario 1708 | Calendario 1708 | Calendario 1708 | Calendario 1708 | Calendario 1708 | Calendario 1708 | Calendario 1708 | Calendario 1708 | Calendario 1708 | Calendario 1708 | Calendario 1708 | Calendario 1708 | Calendario 1708 | Calendario 1708 | Calendario 1708 | Calendario 1708 | Calendario 1708 | Calendario 1708 | Calendario 1708 | Calendario 1708 | Calendario 1708 | Calendario 1708 | Calendario 1708 | Calendario 1708 | Calendario 1708 | Calendario 1708 | Calendario 1708 | Calendario 1708 | Calendario 1708 | Calendario 1708 | Calendario 1708 | Calendario 1708 |
| --------------- | --------------- | --------------- | --------------- | --------------- | --------------- | --------------- | --------------- | --------------- | --------------- | --------------- | --------------- | --------------- | --------------- | --------------- | --------------- | --------------- | --------------- | --------------- | --------------- | --------------- | --------------- | --------------- | --------------- | --------------- | --------------- | --------------- | --------------- | --------------- | --------------- | --------------- | --------------- | --------------- |
|                 | 1               | 2               | 3               | 4               | 5               | 6               | 7               | 8               | 9               | 10              | 11              | 12              | 13              | 14              | 15              | 16              | 17              | 18              | 19              | 20              | 21              | 22              | 23              | 24              | 25              | 26              | 27              | 28              | 29              | 30              | 31              |                 |
| Gennaio         | Do              | Lu              | Ma              | Me              | Gi              | Ve              | Sa              | Do              | Lu              | Ma              | Me              | Gi              | Ve              | Sa              | Do              | Lu              | Ma              | Me              | Gi              | Ve              | Sa              | Do              | Lu              | Ma              | Me              | Gi              | Ve              | Sa              | Do              | Lu              | Ma              |                 |
| Febbraio        | Me              | Gi              | Ve              | Sa              | Do              | Lu              | Ma              | Me              | Gi              | Ve              | Sa              | Do              | Lu              | Ma              | Me              | Gi              | Ve              | Sa              | Do              | Lu              | Ma              | Me              | Gi              | Ve              | Sa              | Do              | Lu              | Ma              | Me              |                 |                 |                 |
| Marzo           | Gi              | Ve              | Sa              | Do              | Lu              | Ma              | Me              | Gi              | Ve              | Sa              | Do              | Lu              | Ma              | Me              | Gi              | Ve              | Sa              | Do              | Lu              | Ma              | Me              | Gi              | Ve              | Sa              | Do              | Lu              | Ma              | Me              | Gi              | Ve              | Sa              |                 |
| Aprile          | Do              | Lu              | Ma              | Me              | Gi              | Ve              | Sa              | Do              | Lu              | Ma              | Me              | Gi              | Ve              | Sa              | Do              | Lu              | Ma              | Me              | Gi              | Ve              | Sa              | Do              | Lu              | Ma              | Me              | Gi              | Ve              | Sa              | Do              | Lu              |                 |                 |
| Maggio          | Ma              | Me              | Gi              | Ve              | Sa              | Do              | Lu              | Ma              | Me              | Gi              | Ve              | Sa              | Do              | Lu              | Ma              | Me              | Gi              | Ve              | Sa              | Do              | Lu              | Ma              | Me              | Gi              | Ve              | Sa              | Do              | Lu              | Ma              | Me              | Gi              |                 |
| Giugno          | Ve              | Sa              | Do              | Lu              | Ma              | Me              | Gi              | Ve              | Sa              | Do              | Lu              | Ma              | Me              | Gi              | Ve              | Sa              | Do              | Lu              | Ma              | Me              | Gi              | Ve              | Sa              | Do              | Lu              | Ma              | Me              | Gi              | Ve              | Sa              |                 |                 |
| Luglio          | Do              | Lu              | Ma              | Me              | Gi              | Ve              | Sa              | Do              | Lu              | Ma              | Me              | Gi              | Ve              | Sa              | Do              | Lu              | Ma              | Me              | Gi              | Ve              | Sa              | Do              | Lu              | Ma              | Me              | Gi              | Ve              | Sa              | Do              | Lu              | Ma              |                 |
| Agosto          | Me              | Gi              | Ve              | Sa              | Do              | Lu              | Ma              | Me              | Gi              | Ve              | Sa              | Do              | Lu              | Ma              | Me              | Gi              | Ve              | Sa              | Do              | Lu              | Ma              | Me              | Gi              | Ve              | Sa              | Do              | Lu              | Ma              | Me              | Gi              | Ve              |                 |
| Settembre       | Sa              | Do              | Lu              | Ma              | Me              | Gi              | Ve              | Sa              | Do              | Lu              | Ma              | Me              | Gi              | Ve              | Sa              | Do              | Lu              | Ma              | Me              | Gi              | Ve              | Sa              | Do              | Lu              | Ma              | Me              | Gi              | Ve              | Sa              | Do              |                 |                 |
| Ottobre         | Lu              | Ma              | Me              | Gi              | Ve              | Sa              | Do              | Lu              | Ma              | Me              | Gi              | Ve              | Sa              | Do              | Lu              | Ma              | Me              | Gi              | Ve              | Sa              | Do              | Lu              | Ma              | Me              | Gi              | Ve              | Sa              | Do              | Lu              | Ma              | Me              |                 |
| Novembre        | Gi              | Ve              | Sa              | Do              | Lu              | Ma              | Me              | Gi              | Ve              | Sa              | Do              | Lu              | Ma              | Me              | Gi              | Ve              | Sa              | Do              | Lu              | Ma              | Me              | Gi              | Ve              | Sa              | Do              | Lu              | Ma              | Me              | Gi              | Ve              |                 |                 |
| Dicembre        | Sa              | Do              | Lu              | Ma              | Me              | Gi              | Ve              | Sa              | Do              | Lu              | Ma              | Me              | Gi              | Ve              | Sa              | Do              | Lu              | Ma              | Me              | Gi              | Ve              | Sa              | Do              | Lu              | Ma              | Me              | Gi              | Ve              | Sa              | Do              | Lu              |                 |